# Фрейтас Байенсе, Эфиженио де
Эфиже́нио де Фрейтас Байенсе (порт.-браз. Ephigênio de Freitas Bahiense; 10 сентября 1918, Белу-Оризонти — 21 июня 1980, Рио-де-Жанейро), более известный под именем Жениньо (порт.-браз. Geninho) — бразильский футболист, правый защитник и полузащитник. Входит в десятку игроков, проведших наибольшее количество матчей за клуб «Ботафого».

## Карьера
Жениньо начал карьеру в молодёжном составе клуба «Палестра Италия». В 1940 году он провёл 1 товарищеский матч за основу команды против «Америки» (3:0), в этой встрече футболист забил 1 гол. В сентябре 1940 года Жениньо перешёл в клуб «Ботафого», где дебютировал 8 сентября в матче с «Флуминенсе» (2:2). В сентября 1944 года Жервиньо уехал в Европу в числе членов экспедиционного корпуса для участия во Второй мировой войне. Там он едва не погиб: он находился в составе одной группы военнослужащих, но затем пошёл к другой группе; он не сделал и 10 шагов, как в группу, откуда он ушел, попал снаряд. В результате все, кто там были, погибли, а Жениньо оказался единственным выжившим. Там же в Италии он, вместе с другим известным футболистом Жозе Перасио, провёл футбольный матч против военнослужащих-англичан.
В августе 1945 года, после окончания боевых действий, он вернулся на родину и вновь стал выступать за «Ботафого», впервые за год сыграв в футбол в матче октябре против «Васко да Гамы» (2:2). В 1948 году Жениньо вместе с клубом выиграл титул чемпиона штата, первый для «Ботафого» за 13 лет. Он завершил игровую карьеру в 1955 году, проведя в составе команды 422 матча и забив 115 голов. После завершения игровой карьеры Жениньо стал работать тренером. Он уже ранее тренировал клуб в 1949 году, проведя один матч в качестве наставника команды. Но с 1956 года он стал работать полноценным главным тренером команды. В 1959 году он возглавил «Баию» и помог клубу выиграть Чашу Бразилии, позже признанный первым чемпионатом страны. При этом он покидал клуб посередине сезона, чему причиной назывались две персии. Первая, что он, будучи действующим сотрудником Министерства Юстиции, должен был закончить дела в Рио-де-Жанейро, связанные с переходом на работу в Федеральное правительство, а другой назывались противоречия со спонсором клуба, Бенедито Боржесом, что исправились только после вмешательства президента «Баии», Осорио Виласа Бояса. Затем он работал с «Крузейро», тренировал с 1962 по 1963 год «Палмейрас». В 1964 году Жениньо вновь возглавил «Ботафого» и привёл клуб к выигрышу турнира Рио—Сан-Паулу.

## Достижения

### Как игрок
- Чемпион штата Рио-де-Жанейро: 1948

### Как тренер
- Обладатель Чаши Бразилии: 1959
- Победитель турнира Рио—Сан-Паулу: 1964

## Статистика
- Профиль на playmakerstats.com